# Rémi Martin (Artist)
Rémi Martin Lenz (* 5. Juni 1985 in Bad Nauheim, Hessen, Deutschland) ist ein deutscher Artist.

## Leben
Rémi Martin Lenz wurde am 5. Juni 1985 in Bad Nauheim geboren. Der Sohn einer Französin und eines Deutschen wuchs in der Kleinstadt nähe Frankfurt auf. Schon im frühen Alter zog es ihn auf die Theaterbühne. Das Theater Alte Feuerwache bot ihm eine Plattform, seine schauspielerischen Fähigkeiten unter Beweis zu stellen. Nach seinem Schulabschluss zog er für die artistische Ausbildung an der Staatlichen Ballettschule Berlin und Schule für Artistik in die Hauptstadt und vollendete diese im Jahr 2008. Der „Chinesische Mast“ wurde im Verlauf der Jahre zum Markenzeichen des jungen Künstlers, der weltweit engagiert wird und zahlreiche Preise gewonnen hat.

## Varieté Auftritte (Auswahl)
- GOP Varieté Theater Hannover (München, Essen, Bad Oeynhausen, Münster)
- Wintergarten Varieté, Berlin
- Apollo Varieté Düsseldorf
- Chamäleon Berlin
- Circus Roncalli Deutschland

## TV-Auftritte
- stern TV, RTL Mit Günther Jauch 2008
- Teddy Award, Berlin 2008
- TV5 Plus Grand Cabaret du Monde, Paris 2009
- Circo Massimo, Rom, Italien 2009
- MDR Festival der Sinne, 2009
- Verstehen Sie Spaß?, 2011
- Royal Variety Performance, UK 2011
- Benissimo, Schweiz 2012

## Auszeichnungen (Auswahl)
- Sprungbrett 2008 – Nachwuchspreis des memo-media Verlags
- Internationales Zirkusfestival Dresden: Gewinner der Goldmedaille 2009[1]
- Internationales SOLYCIRCO Zirkusfestival Sylt: Gewinner der Silbermedaille 2009
- Cirque de Demain: Gewinner der Bronzemedaille 2010
- Le Meilleur Artiste Frankreich: Gewinner